# Marlton
|  | Per a altres significats, vegeu «Marlton (Nova Jersey)». |

Marlton és una concentració de població designada pel cens al Comtat de Prince George's a l'estat de Maryland. Segons el cens del 2000 tenia 7.798 habitants.

## Demografia
Segons el cens del 2000 Marlton tenia 7.798 habitants, 2.830 habitatges, i 2.153 famílies. La densitat de població era de 500,1 habitants per km².
Dels 2.830 habitatges en un 41,5% hi vivien nens de menys de 18 anys, en un 54,7% hi vivien parelles casades, en un 17,2% dones solteres, i en un 23,9% no eren unitats familiars. En el 18,3% dels habitatges hi vivien persones soles el 2,6% de les quals corresponia a persones de 65 anys o més que vivien soles. El nombre mitjà de persones vivint en cada habitatge era de 2,75 i el nombre mitjà de persones que vivien en cada família era de 3,12.
Per edats la població es repartia de la següent manera: un 28,6% tenia menys de 18 anys, un 6,9% entre 18 i 24, un 35,8% entre 25 i 44, un 22,8% de 45 a 60 i un 5,9% 65 anys o més.
L'edat mediana era de 34 anys. Per cada 100 dones de 18 o més anys hi havia 84,8 homes.
La renda mediana per habitatge era de 73.844 $ i la renda mediana per família de 82.936 $. Els homes tenien una renda mediana de 43.659 $ mentre que les dones 39.928 $. La renda per capita de la població era de 28.558 $. Entorn de l'1,2% de les famílies i el 2,3% de la població estaven per davall del llindar de pobresa.

## Poblacions properes
El següent diagrama mostra les poblacions més properes.